# Караганда (Росія)
Караганда́ (рос. Караганда) — селище у складі Домбаровського району Оренбурзької області, Росія.

## Населення
Населення — 213 осіб (2010; 374 у 2002).
Національний склад (станом на 2002 рік):
- казахи — 70 %